# Перелік кісток скелета людини
Це список кісток дорослої людини, що разом формують скелет. Сесамоподібні кістки, наприклад фабелла чи сіамелла, тут не наведені, адже їхня присутність та кількість дуже різняться від індивіда до індивіда. Виняток зроблений лише для трьох сталих кісток такого типу: для під'язикової кістки, чий розвиток подібний на розвиток кісток лицевого черепа, горохоподібних кісток зап'ястя та наколінків, найбільших сесамоподібних кісток в тілі людини. 
Скелет дорослої людини складається з 206 кісток: 80 кісток утворюють осьовий скелет, 126 — скелет кінцівок. У деяких джерелах така кількість може бути відмінною, адже, наприклад, хребці крижової та куприкової частин хребта злилися в одне ціле, формуючи крижову кістку та куприк: деякі автори рахують кожен хребець окремо, попри злиття, інші діють навпаки (цей список побудований відповідно до другого принципу). Кількість куприкових хребців до того ж варіює від 1 до 5 у різних осіб.  
Кількість кісток залежить і від віку. Під «дорослою людиною» слід вважати таку, у якої завершився розвиток скелету: перехідна хрящова тканина перетворилася на кісткову та зрослися усі шви. Усі  ці процеси завершуюся десь до 45 років, а до того часу кількість кісток може суттєво відрізнятися. Як приклад, у новонародженої дитини лобова кістка складається з двох частин, розділених швом, а потилична кістка розділена хрящами на чотири частини. У процесі розвитку шви зникають, а хрящі заміщує кісткова тканина, таким чином замість декількох кісткових утворів формується єдина лобова кістка та єдина потилична кістка. Подібні процеси, як вже було сказано, тривають по всьому тілу. Ті ж крижові хребці приблизно до 15 років відокремлені між собою і лише після цього віку починають зростатися, куприкові хребці розпочинають злиття приблизно на рубежі тридцятиліття.       

Скелет спереду
Скелет ззаду

## Список кісток дорослої людини

### Осьовий скелет

#### Череп
Череп людини (лат. cranium) складається з 28 кісток, які у більшості випадків міцно поєднані між собою за допомогою швів та формують порожнини, де розташовані важливі органи: 8 кісток складають мозковий череп, кістяну «коробку», у якій уміщений головний мозок, орган слуху та орган рівноваги, 14 кісток формують лицевий череп, який створює опору для початкових відділів дихальної та травної систем, органів нюху та смаку, ще 6 слухових кісточок розташовані в середньому вусі (по суті порожнина скроневої кістки, яка є складовою мозкового черепа). Орбіта, порожнина, у якій розміщені очні цибулини, формується кістками обидвох відділів черепа. Разом з кістками лицевого нерва зазвичай розглядають і під'язикову кістку, яка розташована на шиї (таким чином кісток черепа стає 29).  
Мозковий відділ (лат. neurocranium) умовно можна розділити на склепіння (лат. calvaria) — верхню частину, що оточує мозок згори та з боків, та основу (лат. basis cranii), яка захищає його знизу. Він складається з наступних кісток:

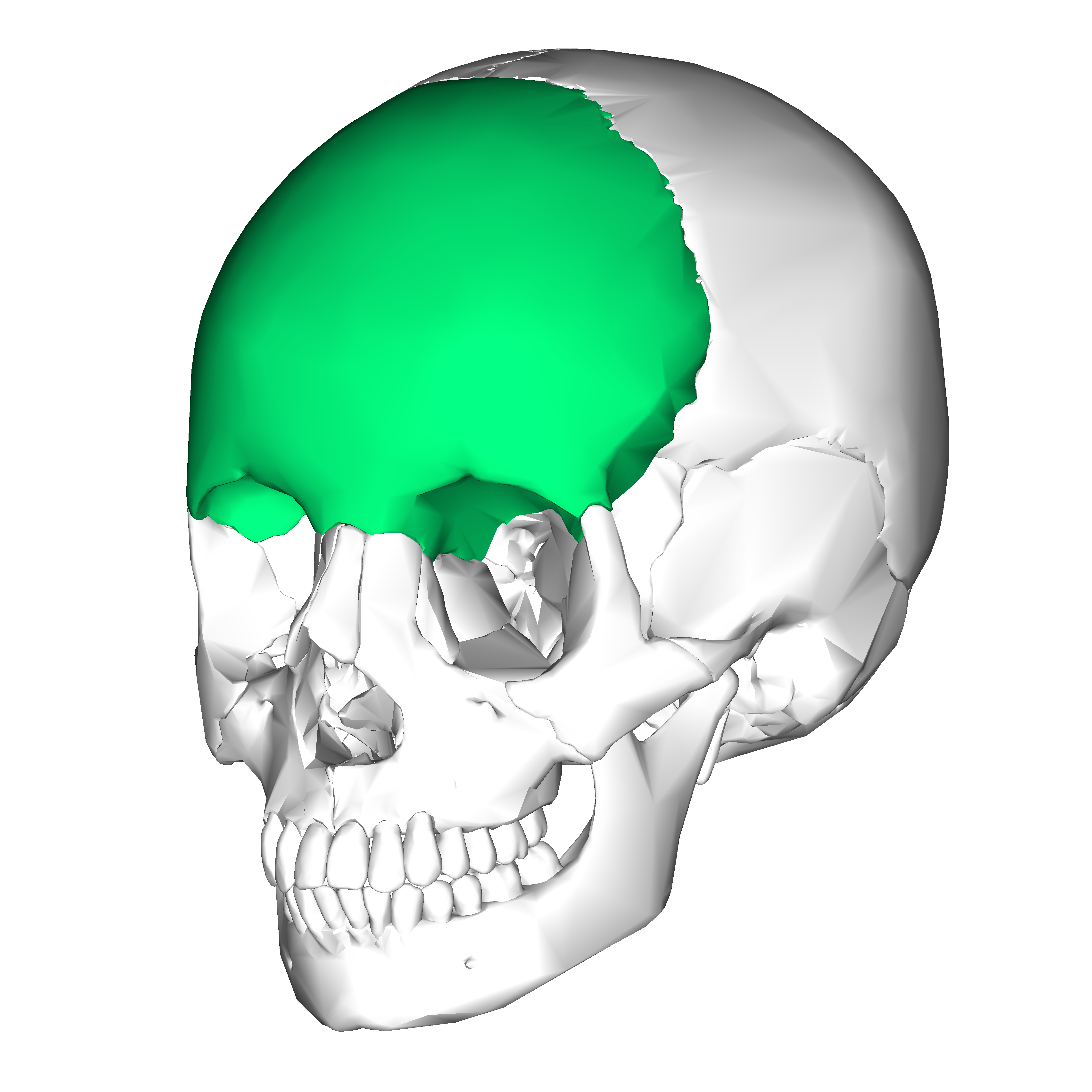
Лобова кістка (вигляд спереду та збоку)
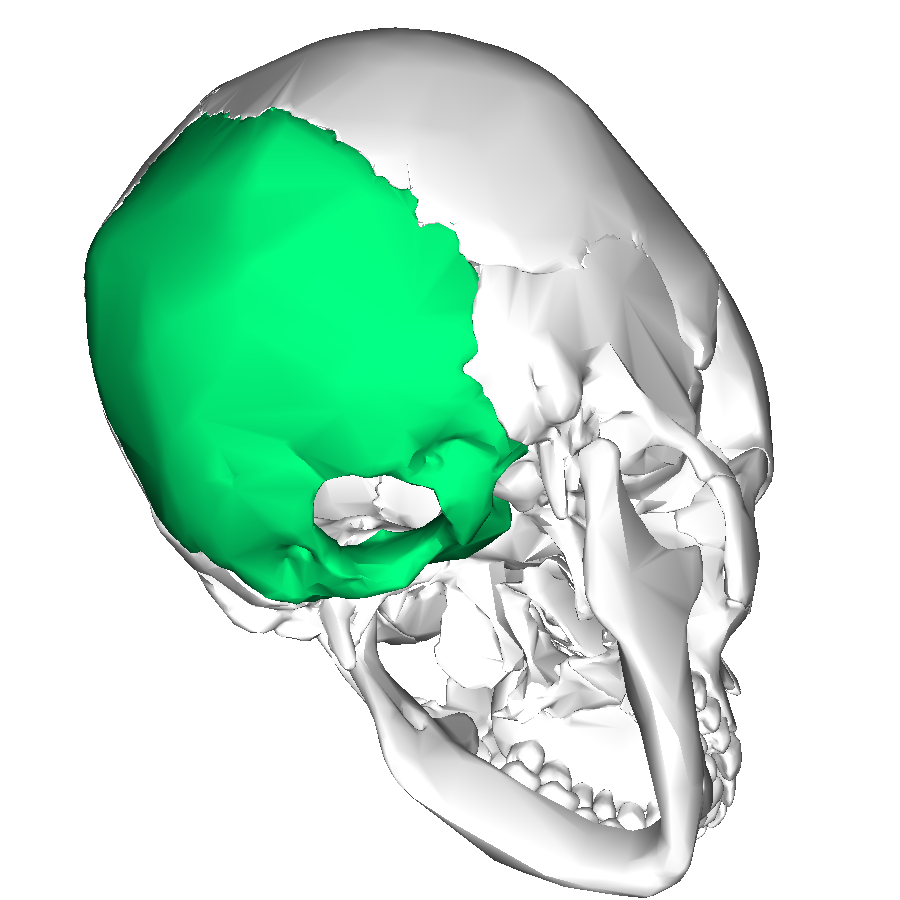
Потилична кістка (вигляд ззаду та знизу, видно великий отвір)
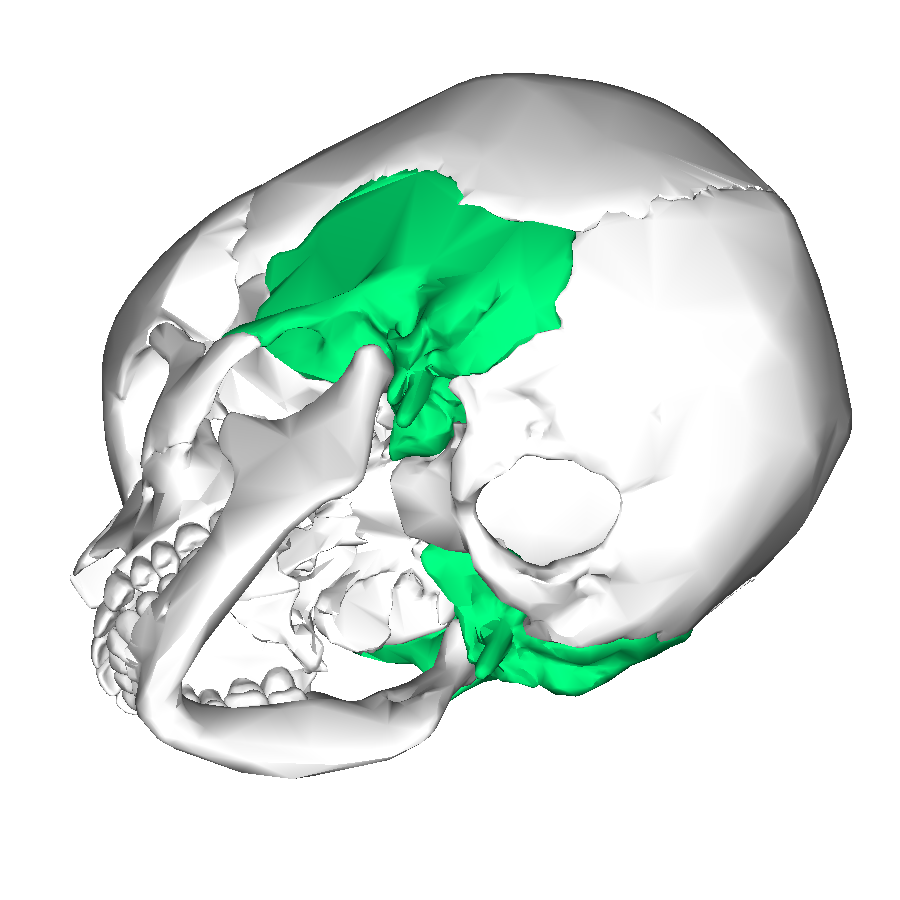
Скронева кістка (вигляд знизу та дещо збоку)

1. Лобова кістка (лат. os frontale) — непарна,  містить лобову пазуху (одна з навколоносових пазух), покриває однойменну частку мозку, формує склепіння, передню мозкову яму, орбіту та верхню стінку кісткової носової порожнини.
2. Решітчаста кістка (лат. os ethmoidale) — непарна, містить решітчастий лабіринт (одна з навколоносових пазух), формує передню мозкову ямку, носову перегородку, бічну та верхню стінки носової порожнини, а також очницю.
3. Клиноподібна кістка (лат. os sphenoidale)  — непарна, містить клиноподібну пазуху (одна з навколоносових пазух), значною мірою формує основу черепа, але її великі крила формують і бічні сторони склепіння. Також частково формує усі три мозкові ямки та орбіту.
4—5. Скронева кістка (лат. os temporale) — парна, покриває однойменну частку мозку, у ній уміщені периферичні органи слуху та рівноваги, вона формує бічну мозкову ямку, разом з нижньою щелепою формує скронево-нижньощелепний суглоб.
6—7. Тім'яна кістка (лат. os parietale) — парна, покриває однойменну частку мозку, формує бік та верх склепіння, частково і середню мозкову ямку.
8. Потилична кістка (лат. os occipitale) — непарна, обмежує ззаду задню мозкову ямку, покриває однойменну частку мозку, формує як склепіння, так і основу черепа. В останній її частині розташований великий отвір, через який спинний мозок сполучається з головним.

Решітчаста кістка (синім)
Клиноподібна кістка
Тім'яна кістка

Кістки лицевого відділу (лат. cranium viscerale) черепа, як і кістки мозкової частини, сполучені між собою нерухомими з'єднаннями — швами. Єдиний виняток — це нижньощелепна кістка. Його отвори та порожнини містять важливі органи: ротова порожнина є початком травної системи, а також уміщує початкову частину смакового аналізатора, нюхова порожнина є початком для травної системи та нюхового аналізатора, очна ямка (формується і мозковим відділом) — для зорового аналізатора. До кісток лицевого черепа належать:

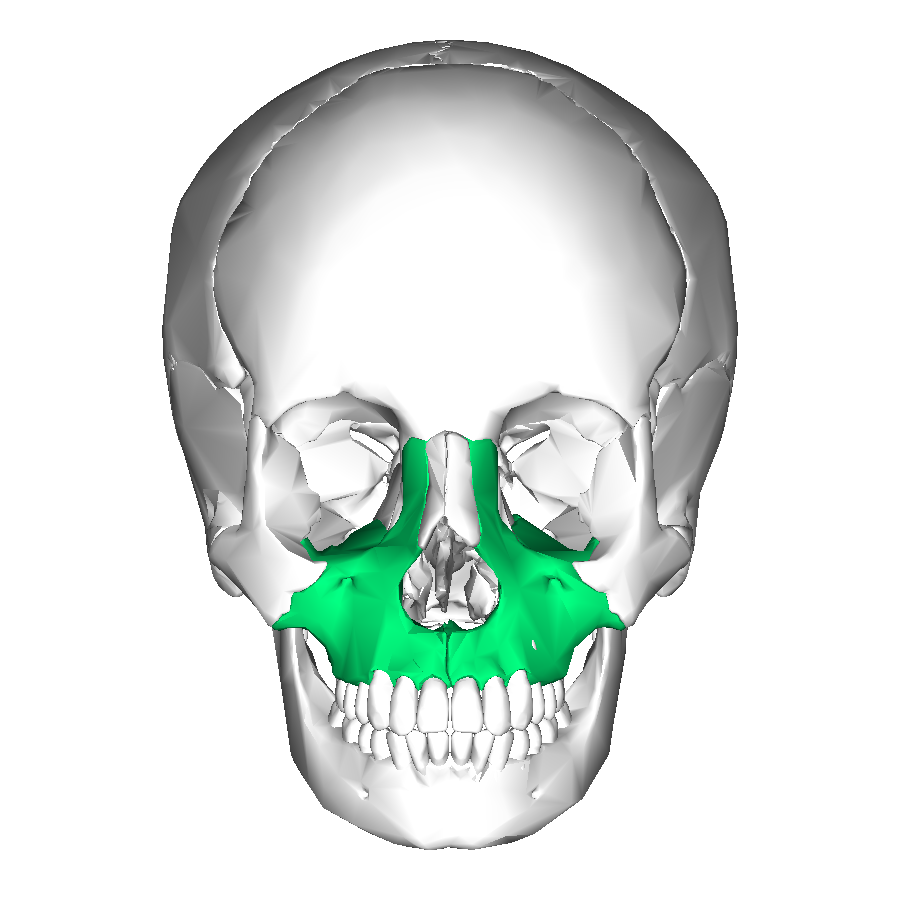
Верхньощелепна кістка
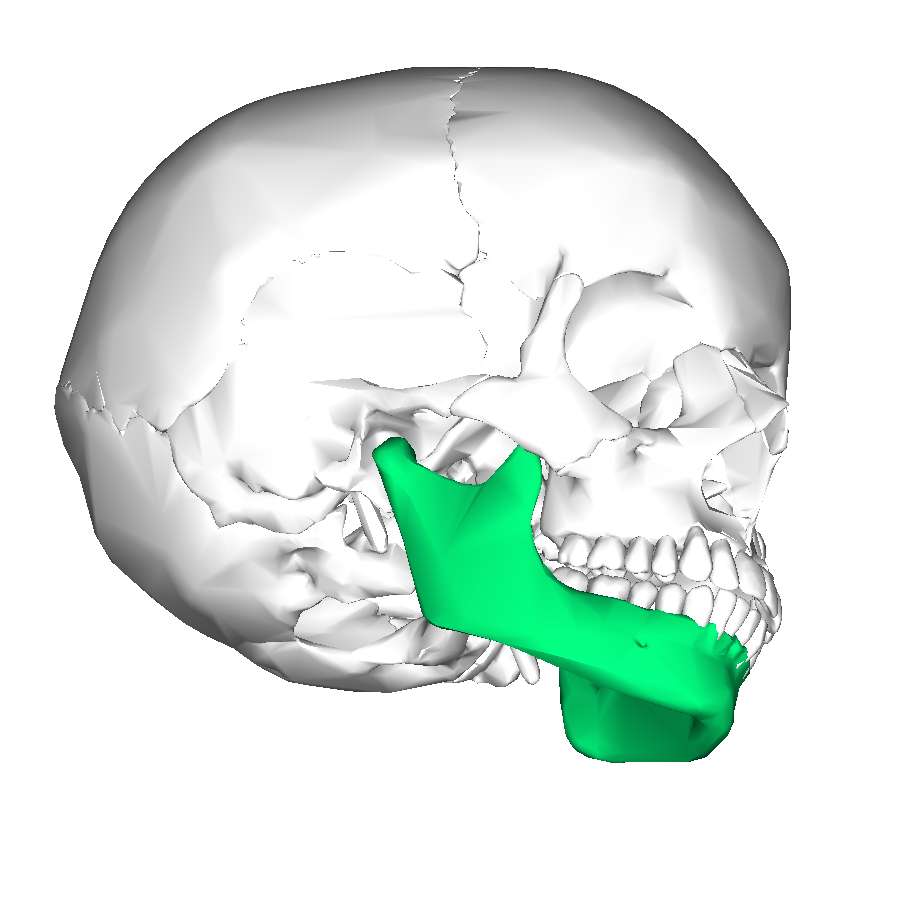
Нижньощелепна кістка
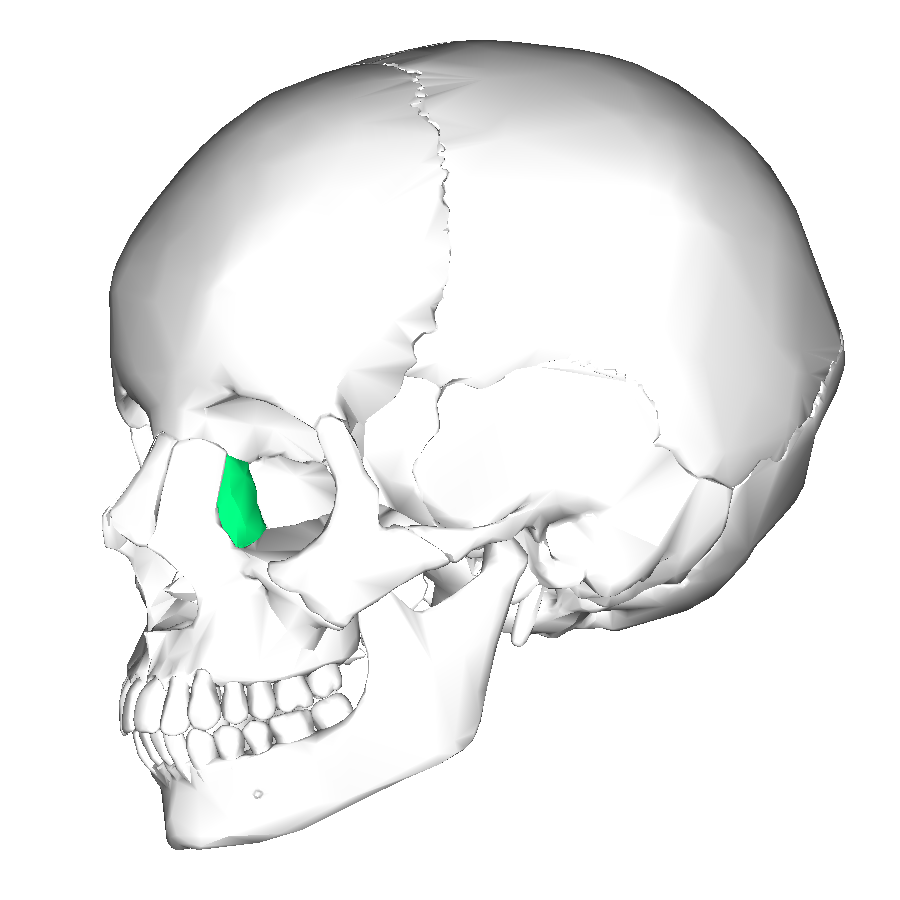
Слізна кістка
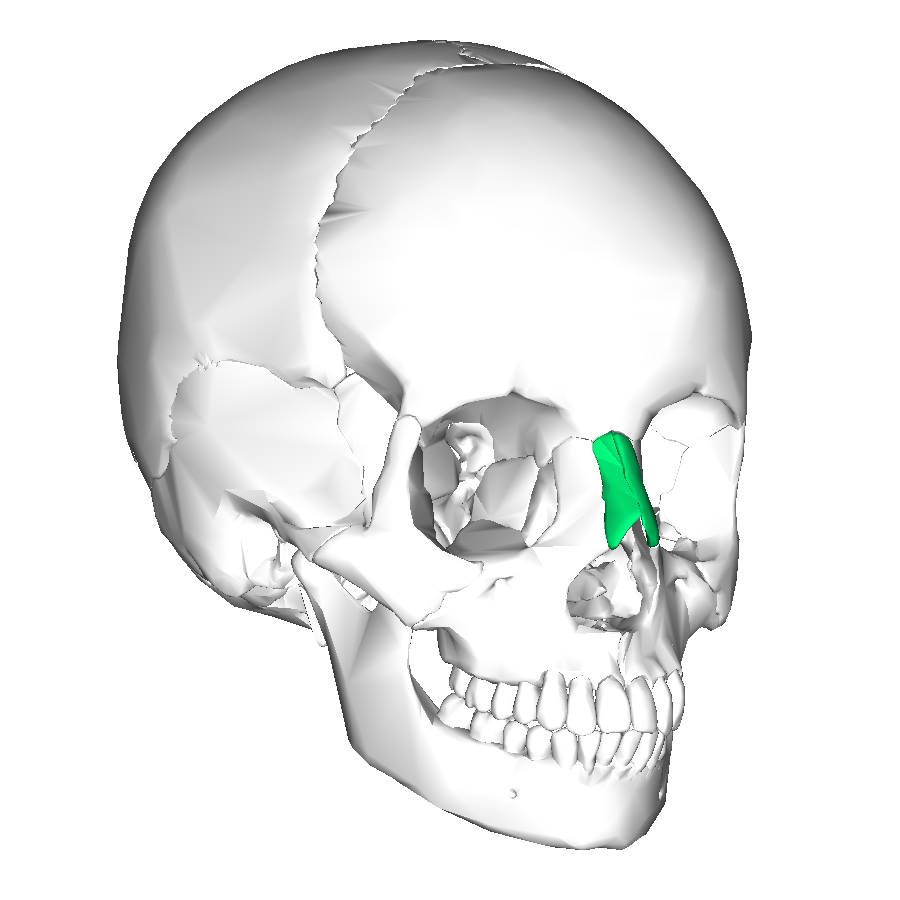
Носова кістка

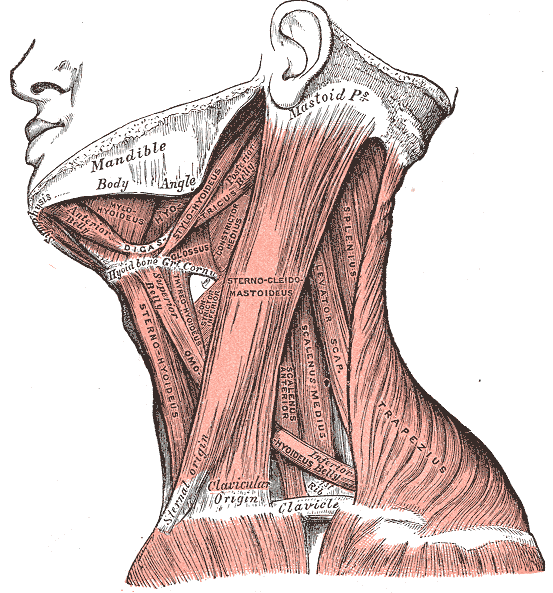
Під'язикова кістка (на мал. hyoid bone) у товщі м'язів шиї

9—10. Верхня щелепа (лат. maxilla) — парний анатомічний утвір, кожна кістка містить альвеолярні комірки для 8 зубів та верхньощелепну (гайморову) пазуху (одна з навколоносових пазух), формує нижню стінку очної ямки, грушоподібний отвір носової порожнини, її нижню і бічні стінки, тверде піднебіння, а отже і ротову порожнину, носо-сльозовий канал. 
11—12. Піднебінна кістка (лат. os palatinum) — парна, формує тверде піднебіння, стінки носової порожнини, а також нижню стінку орбіти.
13. Леміш (лат. vomer) — непарна, разом з решітчастою кісткою утворює кісткову носову перегородку.
14—15. Вилична кістка (лат. os zygomaticum) — парна, утворює бічну стінку очної ямки.
16—17. Носова кістка (лат. os nasale) — парна, формує кісткову частину спинки носа та обмежує грушоподібний отвір.
18—19. Сльозова кістка (лат. os lacrimale) — парна, входить до складу бічної стінки носової порожнини, присередньої стінки очниці, носо-сльозовий канал. 
20—21. Нижня носова раковина (лат. concha nasalis inferior) — парна, відділяє нижній та середній носові ходи.
22. Нижня щелепа (лат. mandibula) — непарна, рухома, містить 16 альвеолярних комірок. Її рухомість забезпечується скронево-нижньощелепним суглобом.  
23. Під'язикова кістка (лат. os hyoideum) — непарна, розташована на шиї, у підручниках з анатомії розглядається разом з кістками лицевого черепа, з деякими з них має подібне походження (похідні зябрових дуг). Унікальне анатомічне утворення: з одного боку її часто класифікують як сесамоподібну кістку, адже вона не контактує з іншою жодною кісткою і вільно розташована посеред м'язів, які до неї кріпляться. З іншого боку, на відміну від решти таких утворів, вона не є похідним сухожилків чи зв'язок, а формується подібно до інших кісток із хрящової тканини. 

Леміш
Піднебінна кістка
Вилична кістка
Нижня носова раковина

Кісточки середнього вуха (слухові кісточки) є найменшими серед усіх кісток скелета. Це парні анатомічні утвори, до яких відносять:
24—25. Молоточок (лат. malleus);
26—27. Коваделко (лат. incus);
28—29. Стремінце (лат. stapes).
Молоточок поєднаний з барабанною перетинкою. ЇЇ коливання веде до руху молоточка, той передає імпульс на коваделко, а воно — на стремінце. З останнього коливання переносяться на внутрішнє вухо, де уміщений периферичний орган слуху — кортіїв орган. 

#### Хребет

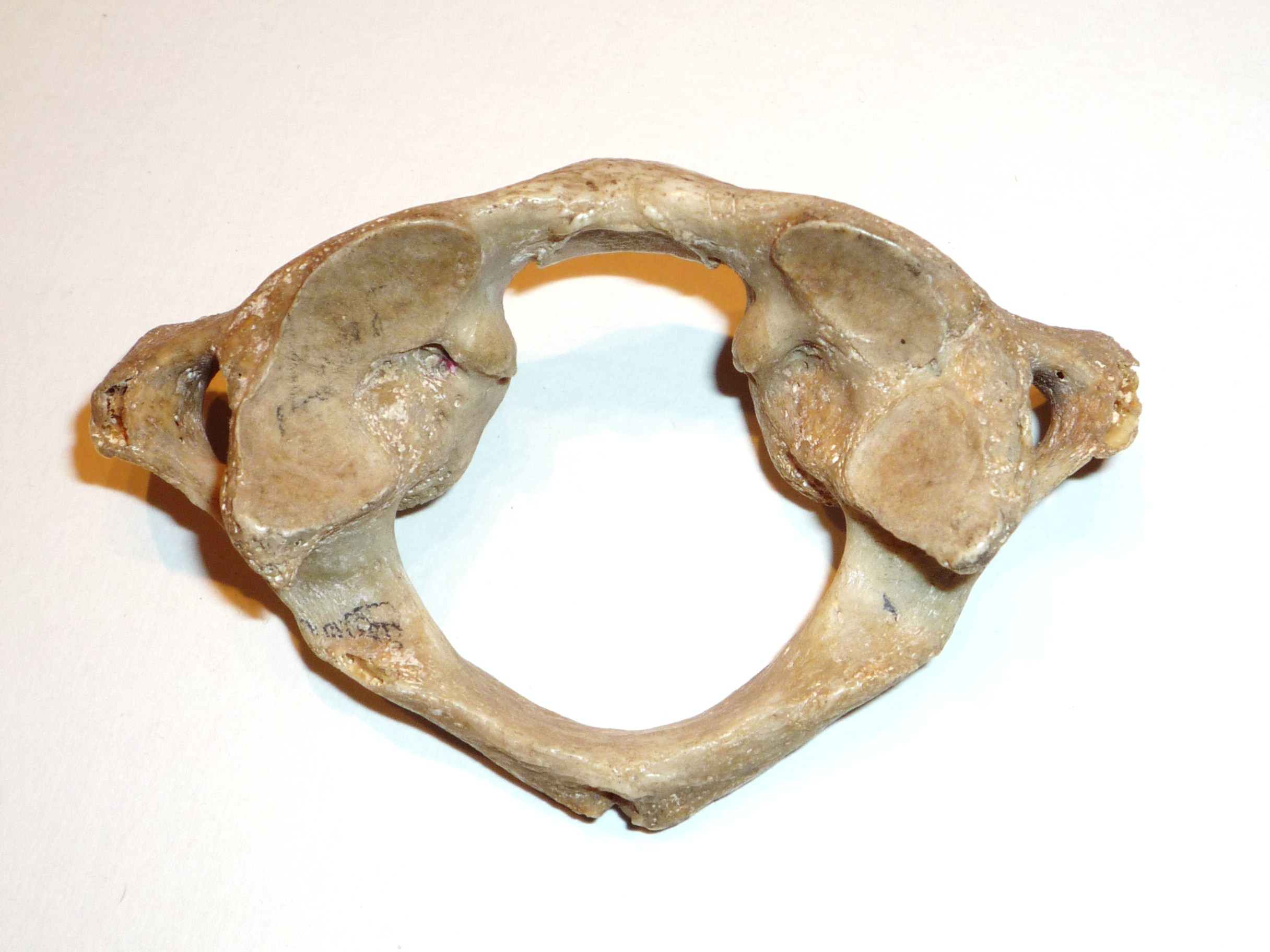
Атлант

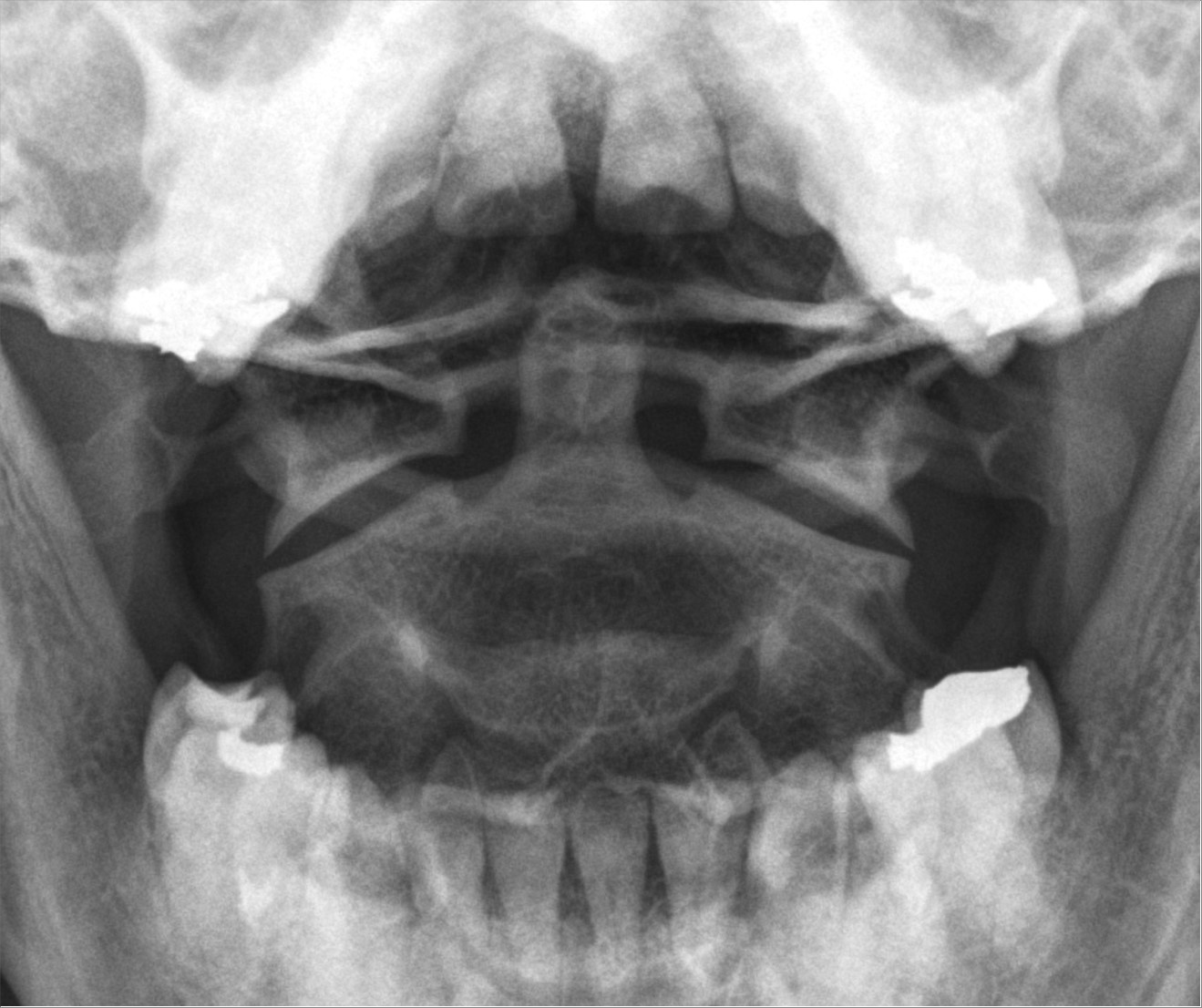
Осьовий хребець на рентгеновому знімку. Видно як його зуб входить в отвір атланта.

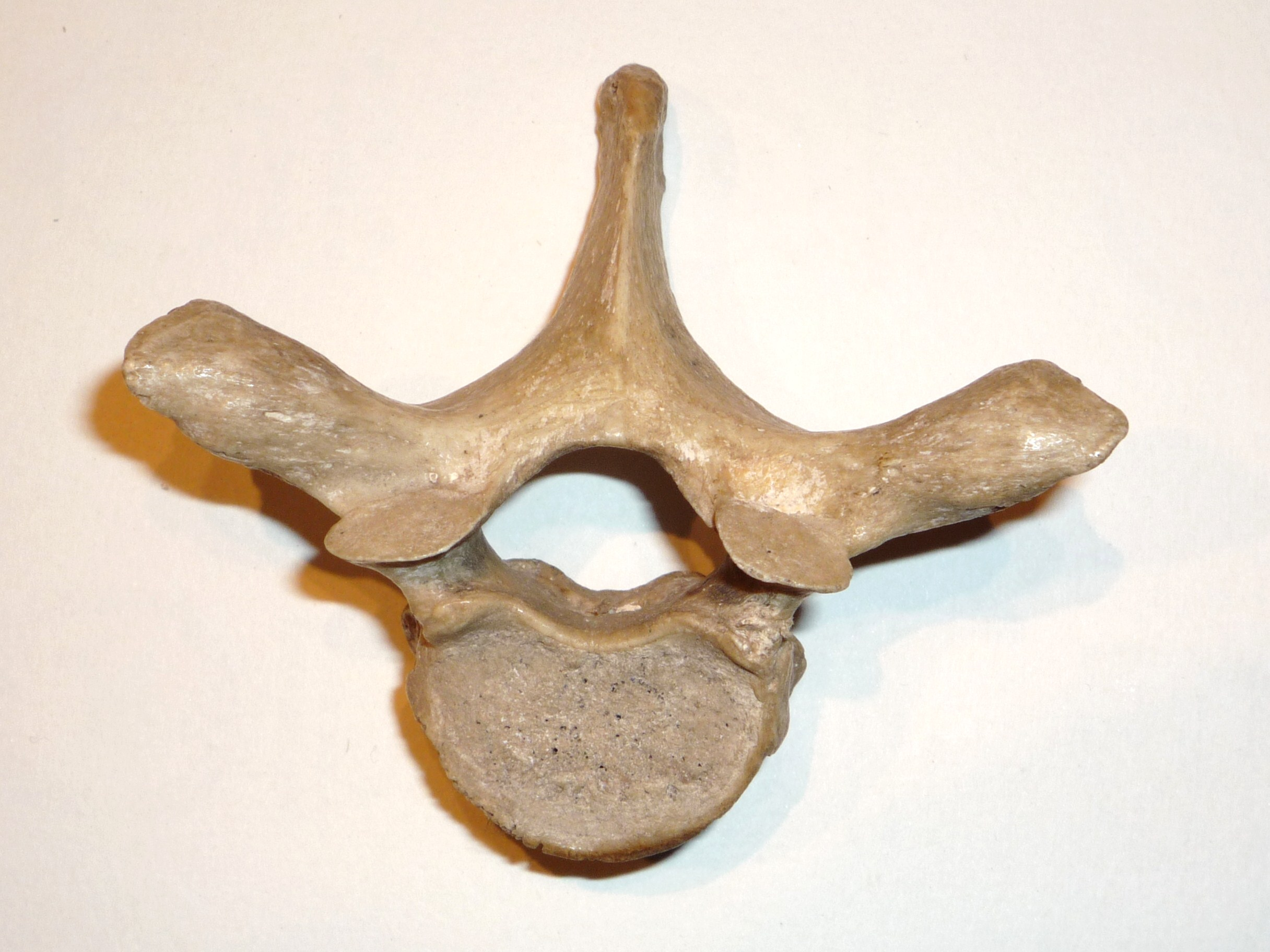
Типова будова на прикладі грудного хребця

Хребтовий стовп (лат. columna vertebralis) утворений 33—34 хребцями, які накладаються один на одного (між ними розташований міжхребцевий диск). Він має S-подібну форму завдяки чотирьом вигинам: шийному та поперековому лордозам (вигин допереду) та грудному і крижовому кіфозу (вигин дозаду) та відіграє роль каркасу, який поєднує усі частини тіла.
Хребці мають типову будову, яка тільки дещо різниться у кожному відділі: вони складаються з тіла та дуги, які оточують отвір хребця. Від дуги беруть свій початок одразу декілька відростків: непарний остистий, який можна пропальпувати на спині по серединній лінії, парні поперечні, верхні суглобові та нижні суглобові. При накладанні хребців один на одного їх отвори формують хребтовий канал, у якому розташований спинний мозок. Хребет захищає цю важливу структуру ЦНС. Біля суглобових відростків розташовані вирізки: вирізка біля нижнього суглобового відростка розташованого вище хребця та вирізка біля верхнього суглобового відростка розташованого нижче хребця формують міжхребцеві отвори, через які проходять спинномозкові нерви.
Хребці діляться на:
30—36. 7 шийних хребців (лат. vertebrae cervicales), у тому числі атлант (лат. atlas) та осьовий хребець, або епістрофей (лат. axis) — ці хребці часто позначають скороченням Cx, де C походить від «cervicales» («шийний»), а x — номер хребця (від 1 до 7).
37—48. 12 грудних хребців (лат. vertebrae thoracicae) — Thx, де Th походить від «thoracalis», а x — номер хребця від 1 до 12.
49—53. 5 поперекових хребців (лат. vertebrae lumbalis) — Lx, де L — «lumbalis», а x — номер хребця від 1 до 5.
54. Крижової кістки (лат. os sacrum), котра сформована з 5 хребців, що зрослися між собою — хребці позначають скороченням Sx, де S означає «sacralis», x — номер хребця від 1 до 5.
55. Куприка (лат. os coccygis), який у різних осіб складається з 3—5 хребців, які аналогічно крижовим, зрослися між собою — позначають як Cox (перші дві букви у слові «coccygis»), x — номер хребця, який може бути від 1 аж до 5.
Атлант (C1) названий на честь героя з грецьких міфів, який тримав на своїх плечах небо (у випадку хребця він буцімто тримає на собі череп), він не має тіла, має кільцеподібну форму. Осьовий хребець (C2) має зуб — кістковий наріст, який прямує вгору, входить в отвір атланта і довкола якого перший хребець обертається. По суті зуб — це тіло атланта, яке зрослося з осьовим хребцем. Остистий відросток сьомого шийного хребця яскраво виражений, його легко можна намацати і він служить кордоном між шиєю та спиною. Грудні хребці мають ямки на бічній поверхні для з'єднання з ребрами. Поперекові хребці мають найбільші розміри, адже піддаються найбільшим навантаженням. Куприк є гомологом хвоста тварин.

#### Грудна клітка
Грудна клітка (лат. thorax) — це «кістяна» коробка, у якій містяться важливі органи (легені, бронхи, серце, стравохід, аорта, порожнисті вени тощо), утворена з грудини та ребер.  
55—79. Нараховують 12 пар ребер (лат. costae), кожне ребро можуть позначати римськими числами (від I до XII). 
Будова ребер доволі подібна, хоча певні особливості наявні. Кожне ребро має власне кісткову частину (лат. os costale) та хрящову (лат. cartilago costalis), якою воно кріпиться до грудини. У залежності від кріплення розрізняють: 
- Справжні ребра (лат. costae verae), який є 14 (пари I—VII) і які своїми хрящами напряму кріпляться до грудини;
- Несправжні ребра (лат. costae spuriae) — таких ребер є 10 (пари VIII—XII), перші три пари з яких своїми хрящами кріпляться до хрящів вище розташованих ребер;
- Коливні ребра (лат. costae fluctuantes) — дві нижні пари несправжніх ребер, чиї кінці закінчуються вільно, без жодних прикріплень.

У кожному ребрі, точніше у її кістяній частині, розрізняють головку, яка сполучається з хребтом, шийку, найвужчу частину, та тіло, найдовшу її частину, що прямує до грудини. Хід усіх ребер косий, лише у I ребра він горизонтальний. Внизу кожне ребро має борозну, у якому проходять судини та міжреберні нерви.  
80. Грудина (лат. sternum) — непарна, дещо випукла до переду кістка, яка складається з трьох частин: на самому горі розташована ручка грудини (лат. manubrium sterni), посередині — тіло грудини (лат. corpus sterni), внизу — мечоподібний відросток (лат. processus xiphoideus). Як вже було сказано, до грудини кріпляться справжні ребра. 

### Кістки кінцівок
126 кісток входить до складу кінцівок: 64 кістки служать каркасом для верхньої кінцівки, 62 — нижньої. І верхні, і нижні кінцівки мають типову будову і складаються з: поясу, завдяки якому кріпляться до тулуба, та вільної частини. Остання також має типову будову, що ділиться на три відділи: проксимальний відділ (плече для верхньої кінцівки, стегно — для нижньої) містить одну кістку, середній відділ — дві (передпліччя та гомілка відповідно), дистальний (кисть та ступня) складається з багатьох. 

#### Кістки верхньої кінцівки

###### Пояс верхньої кінцівки
Пояс (лат. cingulum membri superioris) складається з двох парних кісток:
81—82. Лопатка (лат. scapula) — плоска кістка у формі трикутника з двома поверхнями (ребровою та задньою), трьома краями та трьома кутами (в області бічного кута розміщений відросток акроміон, а біля верхнього — дзьобоподібний), яка утворює з'єднання з ключицею та плечовою кісткою, та до якої кріпиться велика кількість м'язів: м'язи обертальної манжети плеча (надостистий, підостистий, підлопатковий, малий круглий м'язи), м'язи плеча (двоголовий, триголовий, дзьобо-плечовий, дельтоподібний м'язи) і м'язи спини та грудей (трапецієподібний, малий грудний, передній зубчастий, ромбоподібний м'язи);  
83—84. Ключиця (лат. clavicula) — S-подібна кістка, що одним своїм кінцем сполучається з лопаткою, а іншим — з ручкою грудини.

###### Вільна частина верхньої кінцівки
Вільна частина верхньої кінцівки (лат. skeleton membri superioris liberi) складається з кісток, які є основою для плеча (лат. brachium), передпліччя (лат. antebrachium) та кисті (лат. manus).
85—86. Плечова кістка (лат. humerus) парна, виконує роль кістяного каркаса, навколо якого формується ціле плече. Її головка входить в суглобову западину лопатки та формує плечовий суглоб, який забезпечує рухи довкола усіх трьох головних осей. Дистально вона разом з променевою та ліктьовою кістками утворює ліктьовий суглоб, у якому можливі згинання-розгинання та пронація-супінація.  
87—88. Ліктьова кістка (лат. ulna) — парний утвір, розміщена на стороні мізинця, одна з кісток, що формує передпліччя, на проксимальному кінці містить ліктьовий відросток (лат. olecranon). Цей відросток при розгинанні заходить в ліктьову ямку плечової кістки і таким чином обмежує цей рух.    
89—90. Променева кістка (лат. radius) — також парна кістка, розміщена на стороні великого пальця, що разом з попередньою складає скелет передпліччя, дистальний кінець променевої кістки разом зі зап'ястком формує променево-зап'ястковий суглоб.  

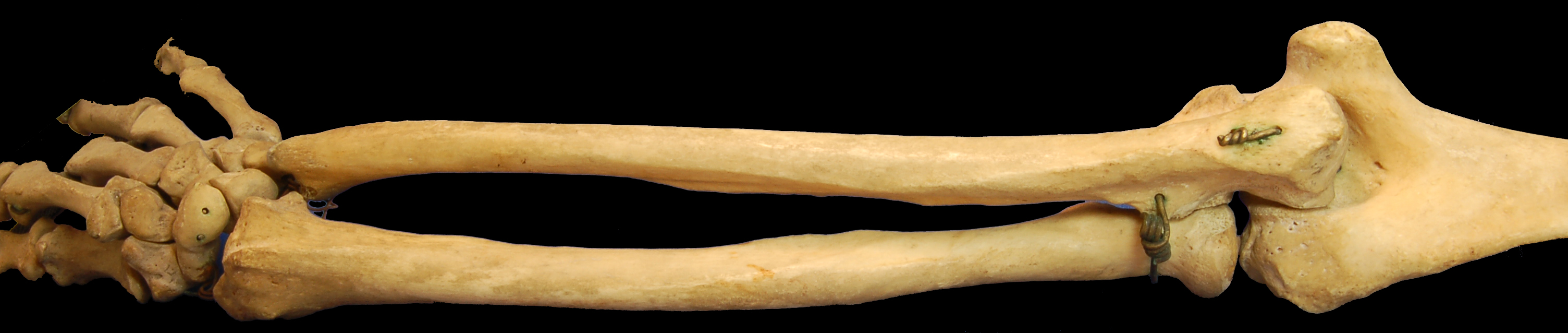
Кістки правого передпліччя, фото ззаду, ліктьова кістка зверху, променева — знизу

Кисть складається з трьох частин: зап'ястка (лат. carpus), п'ястка (лат. metacarpus) та пальців
Кожен зап'ясток містить вісім кісток (лат. ossa carpi):
91—92. Човноподібну кістку (лат. os scaphoideum);
93—94. Півмісяцеву кістку (лат. os lunatum);
95—96. Тригранну кістку (лат. os triquetrum);
97—98. Горохоподібну кістку (лат. os pisiforme);
99—100. Кістку-трапецію (лат. os trapezium);
101—102. Трапецієподібну кістку (лат. os trapezoideum);
103—104. Головчасту кістку (лат. os capitatum);
105—106. Гачкувату кістку (лат. os hamatum).
Кожен п'ясток складається з п'яти кісток:
107—116. П'ясткові кістки (лат. ossa metacarpi).
З п'ястком сполучаються кістки пальців кисті, або фаланги (лат. ossa digitarum manus seu phalanges) — по 3 фаланги у кожному пальці, крім великого пальця, де середня фаланга відсутня. Фаланги діляться на:
117—126. Проксимальні фаланги (лат. phalanges proximalis);
127—134. Середні фаланги (лат. phalanges mediae);
135—144. Дистальні фаланги (лат. phalanges distalis).
Пальців є 5: великий (I; лат. pollex seu digitus primus), вказівний (II; лат. index seu digitus secundus), середній (III; лат. digitus medius seu digitus tertius), безіменний, або перстеневий (IV; лат. digitus anularis seu digitus quartus) пальці та мізинець (V; лат. digitus minimus seu digitus quintus). 

#### Кістки нижньої кінцівки

###### Пояс нижньої кінцівки
Пояс нижньої кінцівки (лат. cingulum membri inferioris) на відміну від поясу верхньої кінцівки складається лише з однієї кістки.
145—146. Тазова кістка (лат. os coxae) — парна, до підліткового віку складається з трьох кісток: клубової кістки (лат. os ilium), сідничної кістки (лат. os ischii) та лобкової кістки (лат. os pubis). У підлітковому віці вони починають зростатися та згодом утворюють єдиний анатомічний утвір. Разом з хребтом (крижовою кісткою та куприком) тазова кістка форму власне таз. Усі три кістки ззовні формують кульшову западину (лат. acetabulum) — місце, в котре входить головка стегнової кістки.

###### Вільна частина нижньої кінцівки
Вільна частина нижньої кінцівки (лат. skeleton membri inferioris liberi) має три частини: стегно (лат. femur), гомілку (лат. crus) та стопу (лат. pes).
147—148. Стегнова кістка (лат. femur seu os femoris) — парна, є основою стегна. Її проксимальний кінець (головка) утворює кульшовий суглоб, входячи в кульшову западину тазової кістки, який здатен на рухи довкола трьох осей. Дистальний кінець розширюється і разом з великогомілковою кісткою (а також наколінком) формує колінний суглоб.

149—150. Наколінок (лат. patella) —  парна, найбільша сесамоподібна кістка, покриває коліно та входить до складу колінного суглоба.
151—152. Великогомілкова кістка (лат. tibia) — парна, розташована присередньо (з боку великого пальця), її проксимальний кінець формує колінний суглоб, а дистальний — надп'ятково-гомілковий суглоб.
153—154. Малогомілкова кістка (лат. fibula) — парна, розташована збоку (на боці малого пальця), проксимальний кінець сполучається з великогомілковою кісткою, але не формує колінний суглоб, дистальний кінець утворює разом із заплесном і великогомілковою кісткою надп'ятково-гомілковий суглоб.

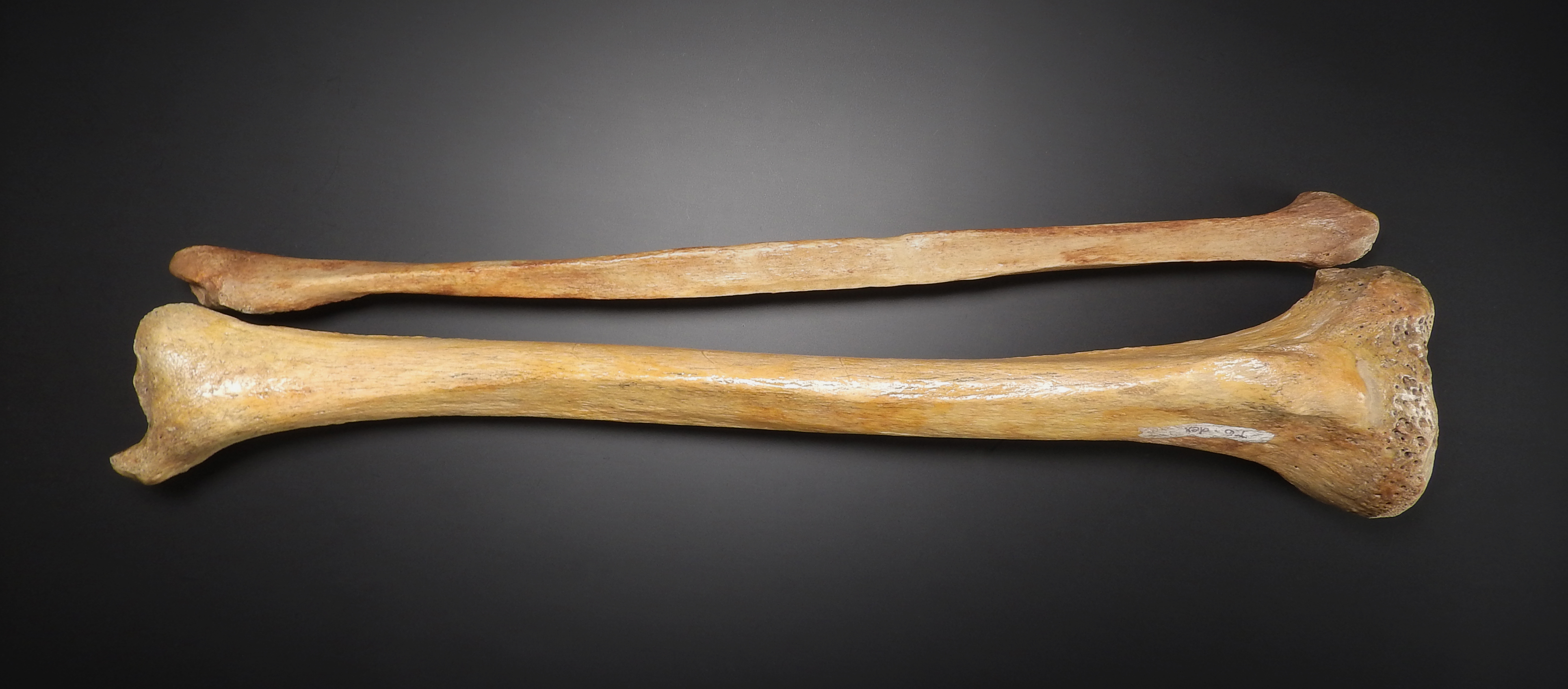
Кістки гомілки: на фото вгорі малогомілкова кістка, внизу — великогомілкова. Їхні проксимальні кінці праворуч, дистальні — ліворуч.

Подібно кисті, стопа складається із заплесна (лат. tarsus), плесна (лат. metatarsus) та фаланг.
Кожне заплесно містить сім кісток:
155—156. П'яткову кістку (лат. calcaneus);
157—158. Надп'яткову кістку (лат. talus);
159—160. Човноподібну кістку (лат. os naviculare);
161—162. Кубоподібну кістку (лат. os cuboideum);
163—168. Присередню, проміжну та бічну клиноподібні кістки (лат. os cuneiforme mediale, os cuneiforme intermedium et os cuneiforme laterale).
Кожне плесно містить п'ять кісток:
169—178. Плеснові кістки (лат. ossa metatarsi).
З п'ястком сполучаються кістки пальців стопи, або фаланги (лат. ossa digitarum pedis seu phalanges) — по 3 фаланги у кожному пальці, крім великого пальця, де середня фаланга відсутня. Фаланги діляться на:
179—188. Проксимальні фаланги (лат. phalanges proximalis);
189—196. Середні фаланги (лат. phalanges mediae);
197—206. Дистальні фаланги (лат. phalanges distalis).

Пальців є 5: великий палець стопи (I; лат. hallux seu digitus primus), другий (II; лат. digitus secundus), третій (III; лат. digitus tertius), четвертий (IV; лат. digitus quartus) та малий, або п'ятий (V; лат. digitus minimus seu digitus quintus) пальці.